# Collé Rental & Sales
Collé Rental & Sales ist Unternehmen mit den Schwerpunkten Baumaschinenverleih, Baumaschinenhandel, Baumaschinenreparaturen und Sicherheitsschulungen mit Sitz im niederländischen Sittard. Mit rund 90 LKW bewegt Collé Rental seine Maschinen zu den Kunden.

## Geschichte
Das Unternehmen Collé wurde 1900 in Isenbruch gegründet. Nach dem Zweiten Weltkrieg beschäftigte der Betrieb fünf Mitarbeiter.
1965 wurde in der niederländischen Gemeinde Limbricht eine Zweigstelle mit dem Schwerpunkt Landtechnik eröffnet. 1979 entstand am heutigen Firmensitz am Nusterweg in Sittard eine Werkstatt, die über eine Ausstellungshalle und ein Testgelände verfügte.
1990 wurde der Standort Isenbruch endgültig geschlossen. Im Jahr 1991 erfolgte die Übernahme von Rodac International aus Roosendaal, wodurch das Unternehmen Erfahrungen im Bereich pneumatischer Werkzeuge erlangte. Aufgrund eines rapiden Umsatzrückgangs im Landtechnikbereich im Jahr 1993 wurde ab 1996 die Landtechnikabteilung veräußert. Gleichzeitig erweiterte sich das Produktportfolio durch den Vertrieb der Marken Manitou und Neuson um Baumaschinen, Hebebühnen, Teleskoplader und Gabelstapler.
Im Jahr 1999 startete die Vermietung von Baumaschinen. Mit der Eröffnung einer deutschen Filiale in Bremen im Jahr 2007 und der Expansion nach Luxemburg im Jahr 2019 wurde das Unternehmen weiter international ausgerichtet.

## Geschäftsfelder

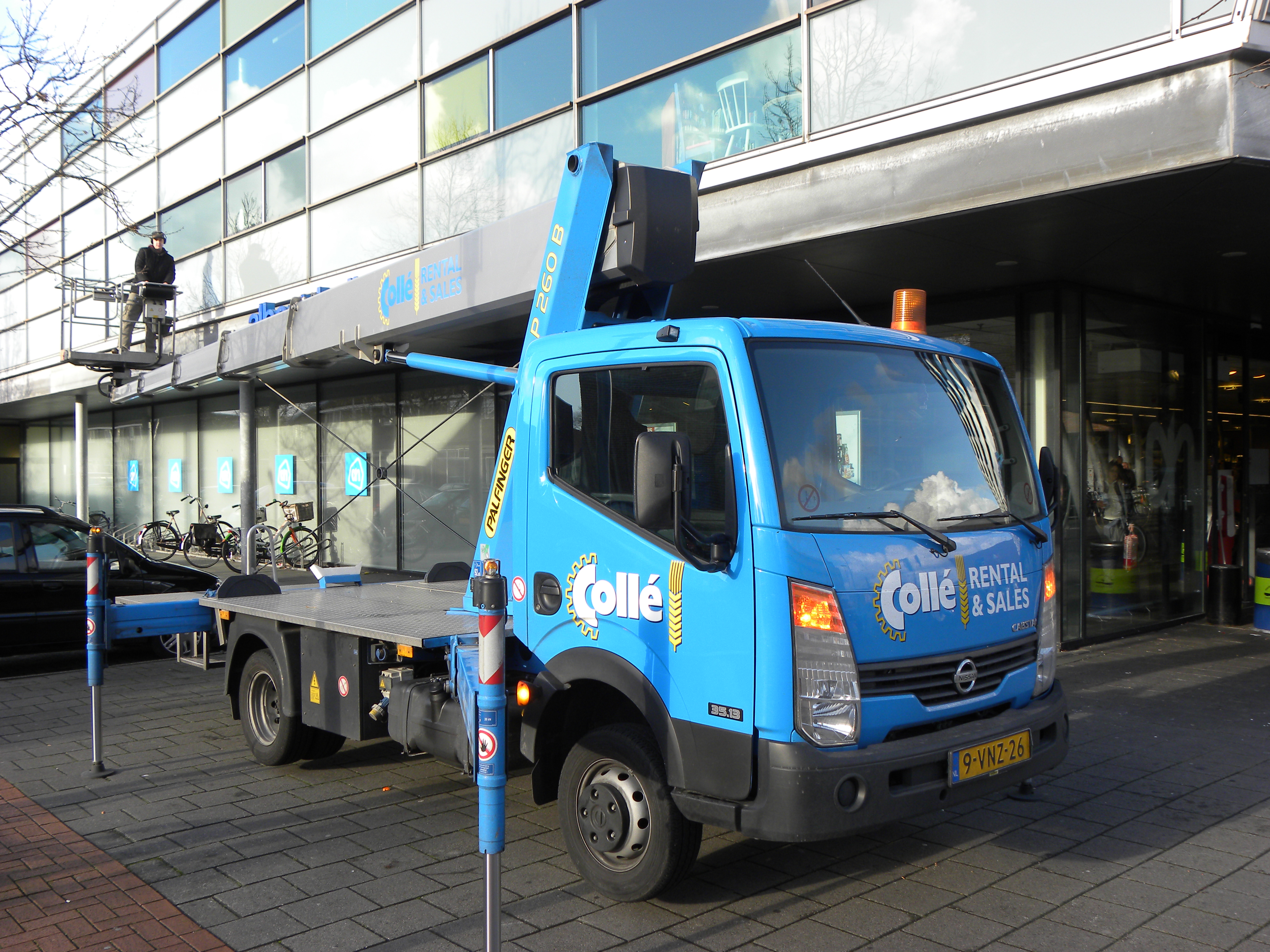
Collé Rental & Sales vermietet unter anderem Hubsteiger an seine Kunden.

Die Geschäftstätigkeit von Collé Rental & Sales umfasst in erster Linie die Vermietung und den Verkauf von Kran- und Hebetechnik sowie von Maschinen für Materialtransport und Erdbewegung. Mit Stand Januar 2024 verfügt das Unternehmen über 22 Standorte sowie insgesamt rund 26.000 Mietgeräte, von denen ein Großteil elektrisch betrieben wird.